# Abbaye de Ribnitz

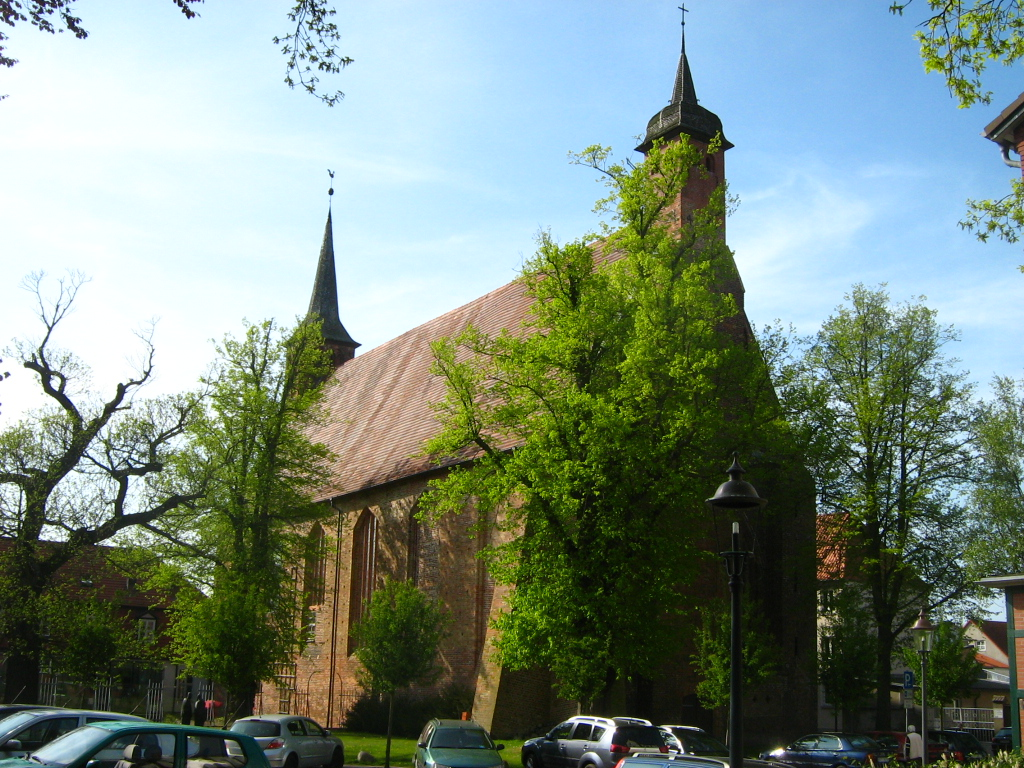
Abbaye des Clarisses (abrite également le)

L'abbaye des Clarisses – également connu sous le nom d'abbaye Sainte-Claire de Ribnitz ou abbaye Sainte-Claire – est une abbaye des clarisses puis un couvent de femmes protestantes de la Réforme jusqu'au XIXe siècle, dans la ville de Ribnitz dans le Mecklembourg, qui est uni à Damgarten de Poméranie pour former Ribnitz-Damgarten en 1950.

## Histoire

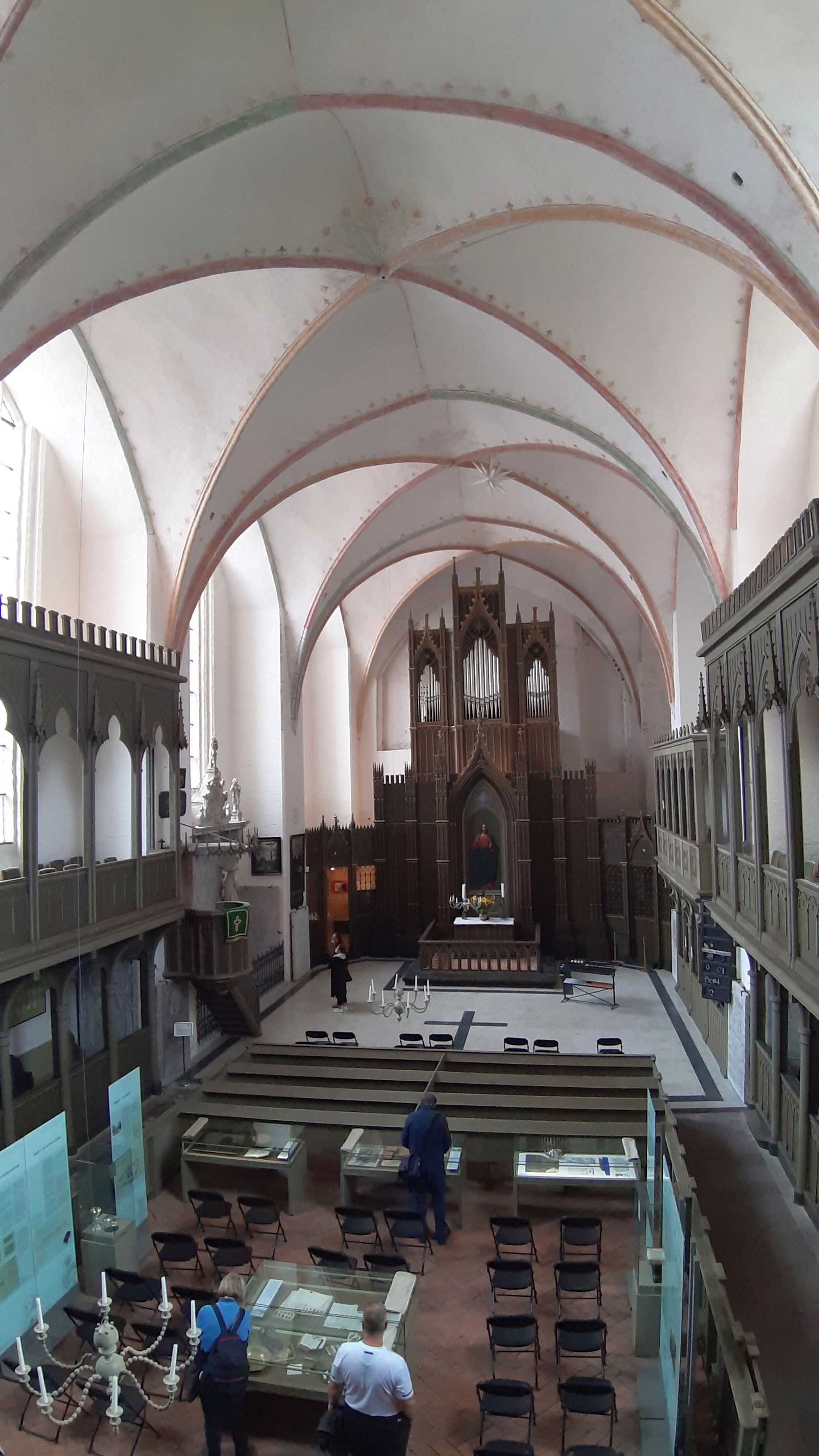
intérieur de l'église

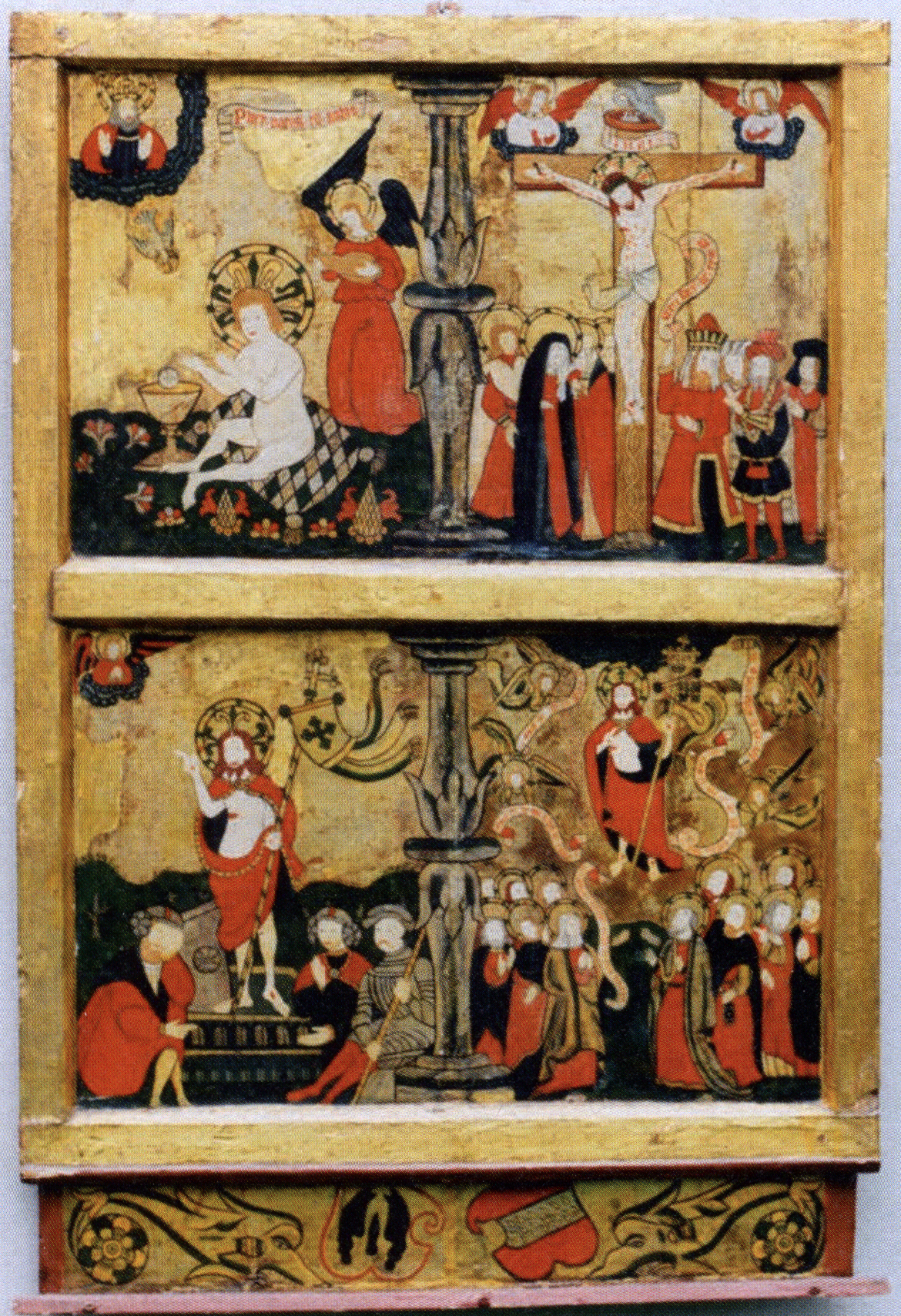
image dévotionnelle

L'abbaye est fondé en 1323/24 à la suite d'une donation faite par Henri II de Mecklembourg. La construction de l'abbaye commence en 1325 et les premières religieuses s'y installent dès 1329. Les quatre premiers d'entre eux viennent de l'abbaye des Clarisses (de) de Weißenfels. La fille d'Henri, Béatrice (Beate de Ribnitz) (de), devient la première d'une série d'abbesses princières. Jusqu'à ce qu'elle ait atteint l'âge requis, deux religieuses venues de Weißenfels administrent successivement l'abbaye.
L'abbaye abrite parfois jusqu'à 60 religieuses. La cura monialium, « l’entretien des religieuses », est la tâche des franciscains de l'abbaye de Wismar (de), qui appartient à la province franciscaine saxonne (de) (Saxonia). En tant que gardiennes (de), elles représentent le couvent de religieuses devant le droit ecclésiastique et civil et agissent comme confesseurs dans l'abbaye. Le 2 juin 1493, à l'instigation des ducs Magnus II et Balthazar, la réforme colettine initiée par Colette de Corbie est mise en œuvre à l'abbaye de Ribnitz en présence des ducs et des représentants des franciscains et du doyen de Schwerin Johannes Thun (de), avec une observance plus stricte des règles de l'ordre, notamment du vœu de pauvreté. La fille du duc Magnus, Dorothée de Mecklembourg, devient la nouvelle abbesse. En 1522/23, le maître de lecture (de) franciscain Lambrecht Slagghert (de) écrit une chronique de l'abbaye. Avec les religieuses, il crée des images dévotionnelles, dont six panneaux sont conservés.
L'abbaye existe en tant qu'ordre religieux catholique jusqu'à longtemps après la Réforme - qui dans le Mecklembourg est associée à la fermeture et à la sécularisation de tous les abbayes - et finalement jusqu'à la mort de la dernière abbesse Ursule de Mecklembourg (de), fille du duc de Mecklembourg Henri V, en 1586, l’abbesse Ursule gère l’économie de l'abbaye avec beaucoup de succès.
Après sa mort, les revenus de l'abbaye sont confisqués par la chambre ducale et les promesses faites aux États dans l'article 4 de l'Assekuration de Sternberg datée du 2 juillet 1572 d'une remise rapide de l'abbaye après la mort d'Ursule sont retardées. Ce n'est qu'en décembre 1599 que l'abbaye est remis aux chevaliers et au pays de Mecklembourg et ainsi transformé en couvent de femmes protestantes. La première domina protestante de l'abbaye a été auparavant la prieure de l'abbaye des Clarisses. L'abbaye de femmes offre désormais un lieu d'accueil à douze filles célibataires issues de familles chevaleresques. En 1704, la ville de Rostock se vit attribuer par contrat deux places à l'abbaye pour les filles du conseil, les dix places restantes sont attribuées aux filles célibataires de la noblesse mecklembourgeoise aptes à entrer dans un couvent. Les femmes reçoivent un logement et des prébendes à l'abbaye.
Après la Révolution de Novembre, l'abbaye est confisquée par l'État libre de Mecklembourg-Schwerin et, comme tous les abbayes d'État, est dissous en tant que société publique avec la nouvelle constitution de l'État en 1920. Lors de procédures judiciaires à travers toutes les instances jusqu'à la Cour d'État du Reich allemand (de), il est toutefois possible d'obtenir que les droits déjà acquis à une place dans le couvent restent valables selon le droit civil. La dernière chanoinesse vivant au couvent, Olga von von Oertzen, est également la domina du couvent. Elle est élue en 1946 et décède en 1961.
Le musée allemand de l'ambre (de) est situé dans l'ancien appartement de la domina et dans les appartements conventuels adjacents. Dans l'église de l'abbaye, une exposition sur l'histoire du couvent et de l'abbaye est présentée à partir du 29 mai 2010 après une longue rénovation. Des sculptures en bois du nord de l'Allemagne sont exposées, ainsi que les découvertes faites en 2001 lors de la restauration du chœur des nonnes, sous les stalles des nonnes, ce que l'on appelle la poussière des religieuses, une trouvaille similaire à celle du banc de Wienhausen mais de plus petite taille., retrouvé sous les rangées préservées de sièges des religieuses dans le chœur. L'exposition présente également l'histoire pieuse des chanoinesses protestantes et montre une collection des ordres de chanoinesses du Mecklembourg.

## Bâtiments

### Église
Du complexe monastique d'origine, seule l'église de la fin du XIVe siècle a été préservée. Il s'agit d'un édifice simple en briques à nef unique avec six travées voûtées en croisées d'ogives. Les pignons Est et Ouest sont décorés d'arcs aveugles, et une petite tour est adossée devant eux. Dans la nef se trouve l'épitaphe en grès de la dernière abbesse du couvent des Clarisses, Ursule, duchesse de Mecklembourg, réalisée après 1586 dans l'atelier de l'architecte du château de Güstrow (de), Philipp Brandin . L'intérieur néogothique de l'église date des années postérieures à 1840. L'orgue est construit en 1839/40 par le facteur d'orgues de Rostock Heinrich Rasche (de).

### Autres bâtiments

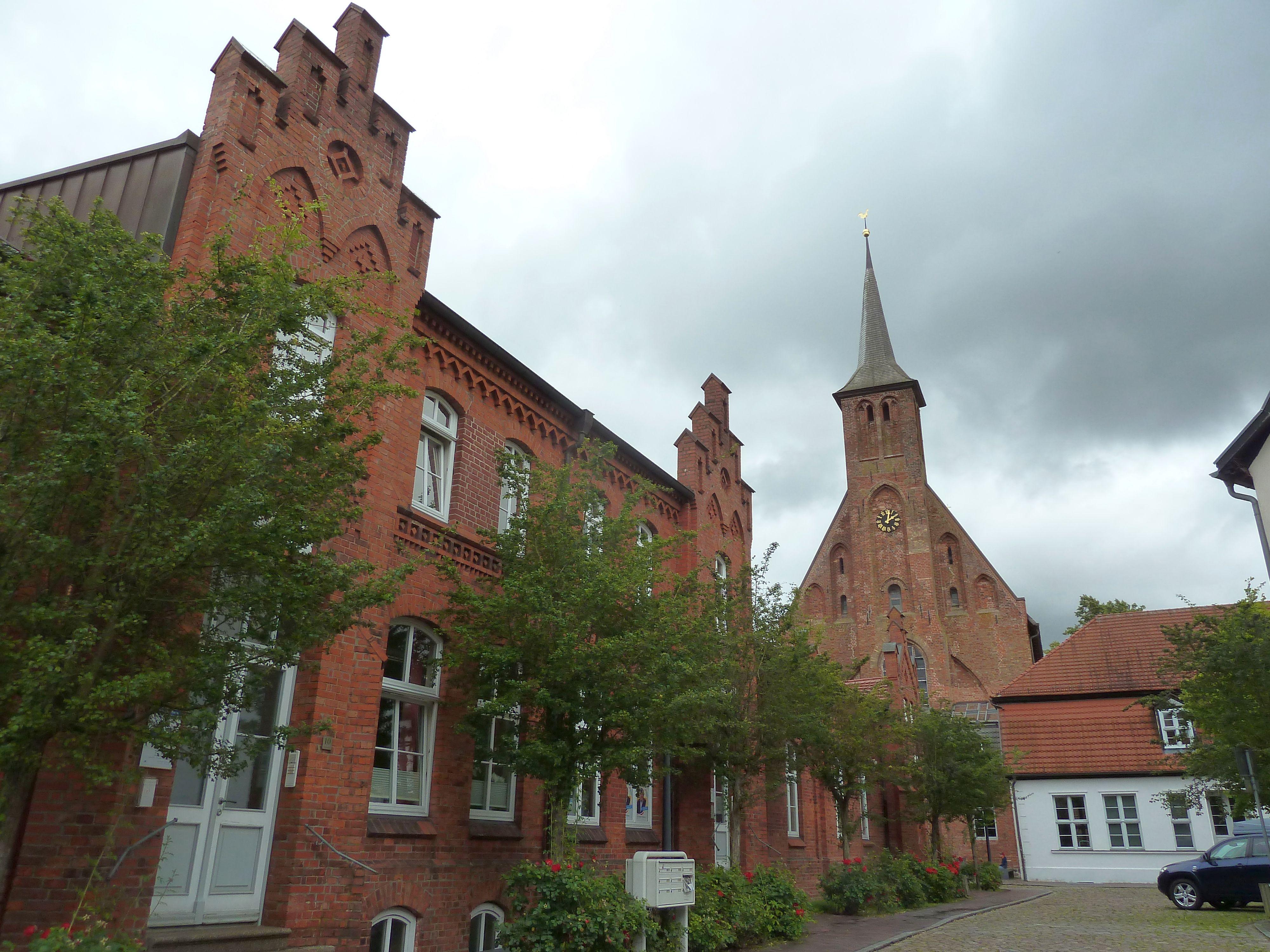
Cour de l'abbaye

Dans les années 1720, les travaux de démolition des bâtiments du cloître médiéval commencent. Sur les fondations du dortoir et du réfectoire, des appartements pour quatre dames sont construits. Les huit dames restantes reçoivent un nouveau foyer à la fin du XVIIIe et au XIXe siècle, des appartements supplémentaires spacieux sont construits. En 1892, un nouveau bâtiment pour l'administration de l'abbaye (maison du maître de cuisine) est achevé. Le bâtiment médiéval prédécesseur situé à un autre endroit est démoli en 1893. Dans la maison du maître de cuisine, la salle du couvent, décorée en 1892 de peintures au pochoir élaborées, est conservée. Le plafond historique de la salle du couvent dans la maison du maître de cuisine est rénové en mai 2012. Le faux plafond de la salle du couvent est retiré et l'ancienne peinture du plafond avec des vrilles, des guirlandes et des oiseaux est à nouveau visible.

## Personnalités
Tandis que les abbesses catholiques appartenaient à la haute noblesse, principalement à la maison ducale du Mecklembourg, les dominae sont fournies par la petite noblesse (chevalière) après la Réforme.

### Abbesses
- 1330–1334 Mechtilde de Stendal[11]
- 1334–1349 Catherine de Bautzen
- 1349–1398 Béatrice de Mecklembourg (de)
- 1398–1408 Ingeborg de Mecklembourg
- 1408–1424 Cécilie de Mallin
- 1424–1467 Ewige de Mecklembourg-Stargard
- 1467–1493 Élisabeth de Mecklembourg
- 1493–1537 Dorothée de Mecklembourg
- 1539–1586 Ursule de Mecklembourg (de)

### Dominae
Les dominae sont :
- 1600–1611 Ursula von Kerkdorff, est encore prieure en 1599
- 1611–1632 Katharina von Zepelin/Zeppelin
- 1632–1644 Barbara von Bülow
- 1644–1655 Ursula von Bülow
- 1655–1665 Ilsabe Maria von Peccatel (de)
- 1665–1686 Adelheid von Borstenbörtzel
- 1686–1692 Agnese von Schossin
- 1692–1708 Anna Ilse von Lehsten (de)
- 1708–1746 Elisabeth von Holstein
- 1746–1751 Maria Leveke von Plüskow (de)
- 1751–1755 Eleonore von Bassewitz
- 1756–1777 Amalie Eleonore von Moltke
- 1777–1797 Anna Salome von Raven (de)
- 1797–1799 Marie Elisabeth von Krackewitz (de)
- 1799–1813 Clara Margaretha von Restorff (de)[13]
- 1813–1832 Elisabeth Hedwig von Holstein
- 1832–1837 Sophia von Oertzen
- 1837–1848 Henriette Charlotte von Graevenitz
- 1848–1854 Karolina Sophia Adolphine von Bülow
- 1854–1859 Friederike Charlotte Dorothea von der Lühe (de)
- 1859 Luise von Lowtzow (de)
- 1859–1890 Charlotte von der Lancken (de)
- 1890–1895 Blanka von Schack (de)
- 1895–1912 Ina von Bassewitz
- 1913–1930 Marie von Quitzow (de)
- 1930–1946 Hedwig von Pressentin
- 1946–1961 Olga von Oertzen[14]

### Capitaines de l'abbaye
- 1775 Carl Hartwig von Stralendorff (de)

### Provisionnaires
- 1893 Comte von Bernstorff auf Hundorf
- 1893 von Kardorf auf Ganzow (de)
- 1913 Friedrich von der Lühe auf Neuhof
- 1913 Hans von Plessen auf Damshagen